# Posthornweg

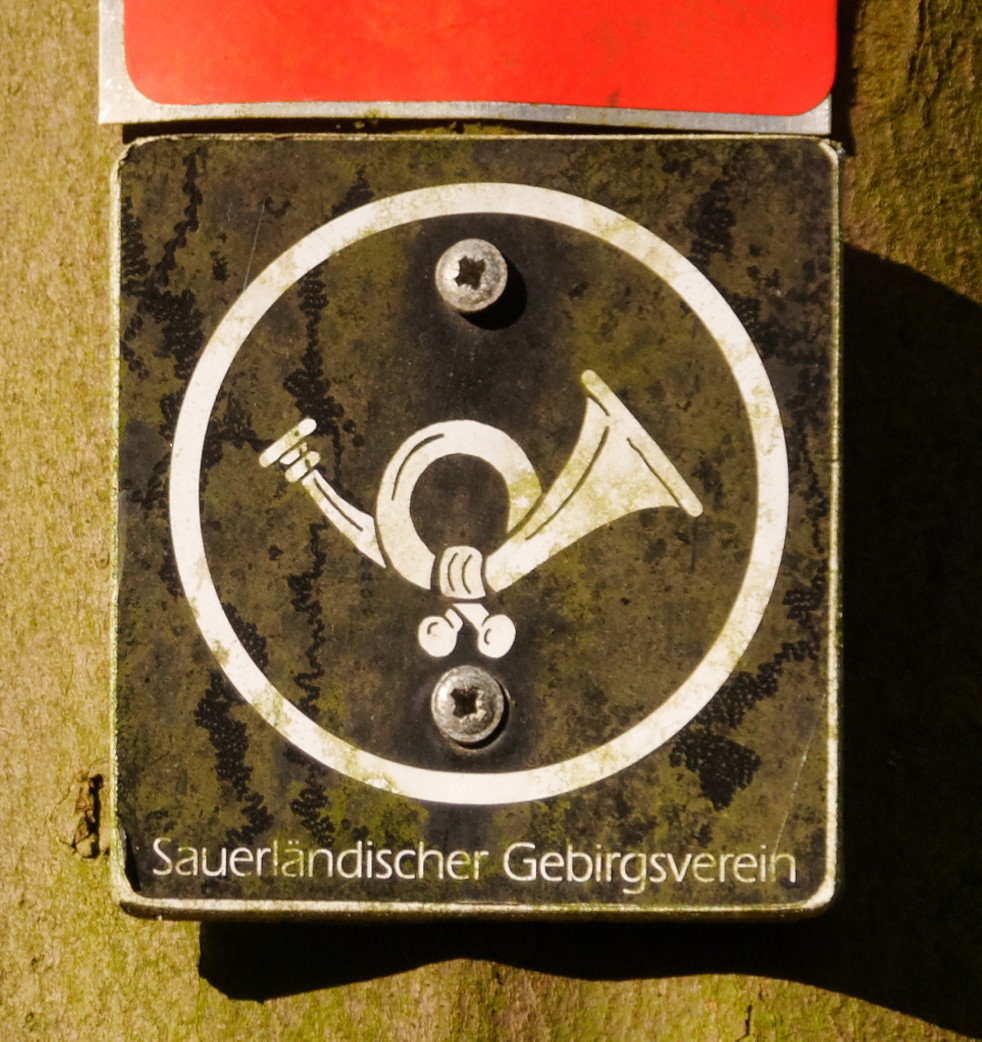
Beschilderung des Posthornwegs

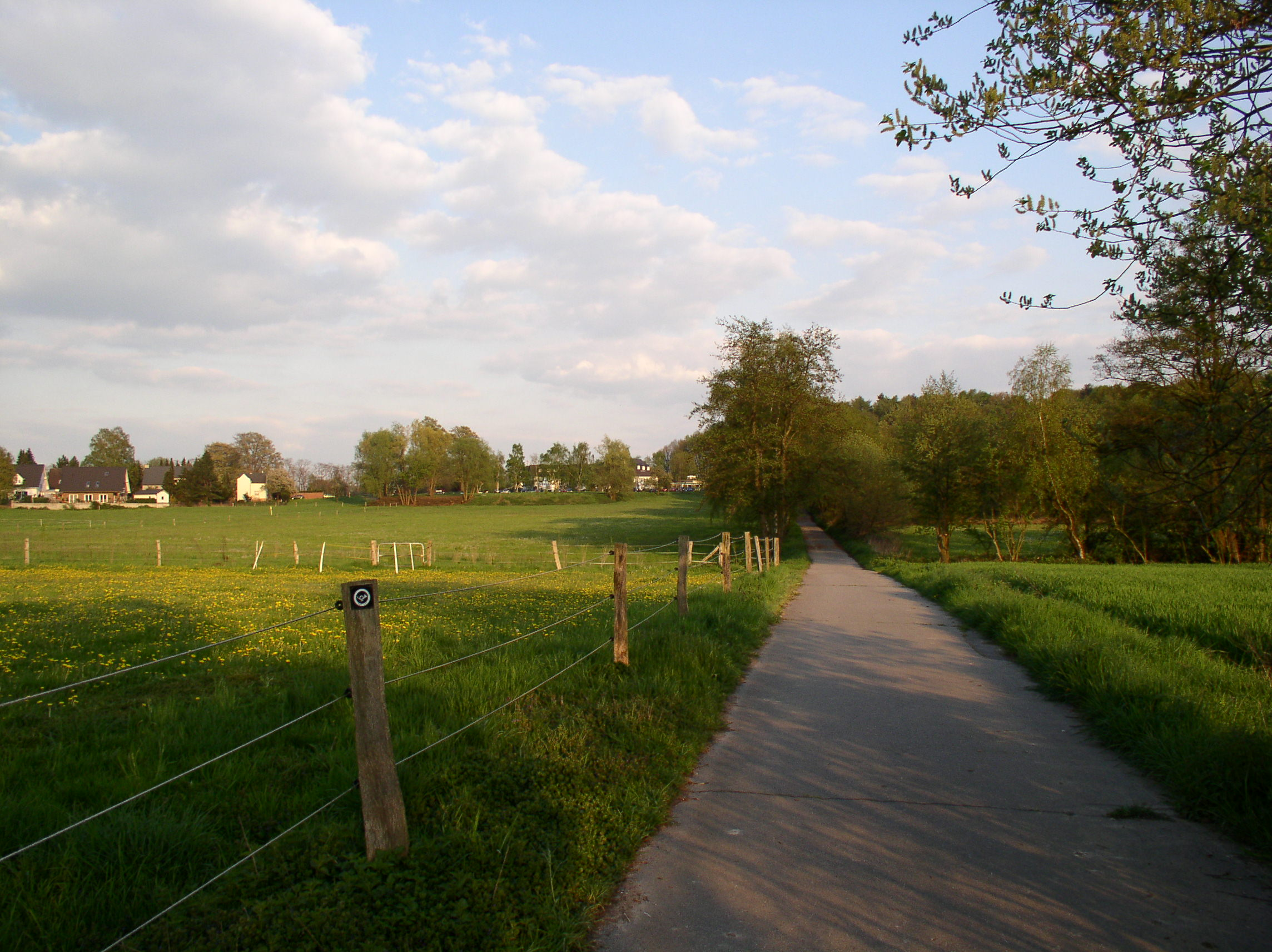
Auf dem Posthornweg bei Solingen

Der Posthornweg ist ein 35,8 Kilometer langer Rundwanderweg um die Stadt Langenfeld (Rheinland). Da er der Langenfelder Stadtgrenze folgt, verläuft er abschnittsweise auch auf dem Gebiet der Nachbarstädte Solingen, Leichlingen, Leverkusen, Monheim am Rhein, Düsseldorf und Hilden. Als Wegzeichen besitzt der Wanderweg ein Posthorn im Kreis, das sich auf die lange Tradition Langenfelds in der Postbeförderung seit 1668 bezieht. Die Auffrischung der Wegzeichen erfolgt in regelmäßigen Abständen durch die Ortsabteilung Langenfeld des Sauerländischen Gebirgsvereins.
Der Weg berührt folgende Sehenswürdigkeiten:
- Kapelle St. Reinoldi in Solingen-Rupelrath
- Leichlinger Sandberge
- Mahnmal für das Endphaseverbrechen an Wenzelnberg
- Naturschutzgebiet Further Moor
- Schloss Laach und Laacherhof
- Wasserskianlage Langenfeld
- Naturschutzgebiet Urdenbacher Kämpe
- Schloss Garath
- Motte am Hüttenhof in Garath
- Ohligser Heide
- Engelsberger Hof
- Waldhof Hackhausen
- Schwanenmühle
- Motte Schwanenmühle
- Segelfluggelände Langenfeld-Wiescheid
- Haus Graven